# الإمبراطور كوان
الإمبراطور كوان (باليابانية: 孝安天皇 كوان تينو) هو سادس أباطرة اليابان في قائمة أباطرة اليابان. لا يوجد أي تواريخ محددة عن فترة حياته أو حكمه.

## اقرأ أيضا
- إمبراطور اليابان
- قائمة أباطرة اليابان